# Tramp, Tramp, Tramp
Tramp, Tramp, Tramp ist ein US-amerikanischer Stummfilm aus dem Jahr 1926 mit Harry Langdon und Joan Crawford unter der Regie von Harry Edwards. Frank Capra fungierte als Gagschreiber. Es war Langdons erster abendfüllender Spielfilm, nachdem er Mack Sennett verlassen und mit seiner eigenen Produktionsgesellschaft Harry Langdon Corporation zu First National gewechselt war.

## Handlung
Harry Logan ist der naive Sohn eines alten Schuhmachers. Als dem Vater der Verlust der  Werkstatt droht, beschließt Harry, in die Welt auszuziehen, um das Geld für die ausstehende Miete aufzutreiben. Er landet versehentlich bei einem Wanderwettbewerb, der von dem Schuhmagnaten John Burton veranstaltet wird. Mit Hilfe von Betty, der Tochter des Schuhmagnaten, kann auch Harry an dem Wettstreit teilnehmen, bei dem derjenige 25.000 Dollar gewinnt, der am schnellsten von der Ost- zur Westküste der Vereinigten Staaten wandert. Harry ist einer von zwei Teilnehmern, die die lange Wanderung durchstehen, und erlebt dabei haarsträubende Abenteuer. So landet er als Gefangener in einem Steinbruch und übersteht mit knapper Not einen Tornado, bei dem Harry nicht nur seinem Konkurrenten Nick Kargas, sondern auch Betty das Leben rettet. Am Ende gewinnt Harry sowohl den Wettkampf als auch das Herz von Betty.

## Hintergrund
Joan Crawford stand seit 1925 bei MGM unter Vertrag und stieg rasch zu einer beliebten Darstellerin auf. Besonders der Auftritt in Charleston-Girls verhalf ihr zu einem langjährigen Studiovertrag. Sie wurde gegen Ende des Jahres an First National im Rahmen eines Loan-Out ausgeliehen, um als Leading Lady neben Komikerstar Harry Langdon in dessen ersten abendfüllenden Spielfilm Tramp, Tramp, Tramp aufzutreten. Crawford hatte im Verlauf der Ereignisse wenig mehr zu tun, als gut auszusehen. Die Schauspielerin wird zunächst nur indirekt in die Handlung eingeführt. Harry sieht sie zuerst auf den Schuhkartons der Firma Burton und später als Werbefigur auf Plakatwänden und im Kino. Erst gegen Mitte der Handlung trifft er dann die leibhaftige Betty Burton. Der Film war leidlich erfolgreich an der Kinokasse und bescherte Crawford genug Publicity, um Mitte 1926 bereits zu einem der WAMPAS Baby Star gekürt zu werden und bald regelmäßig die Cover von wichtigen Filmmagazinen und Journalen zu zieren. Für Joan Crawford war lediglich der Umstand von Bedeutung, dass sie während der Dreharbeiten einige Tricks und Tipps für ihr Make-up von der zuständigen Crew bei First National bekam, die sie dankbar mit zu MGM nahm und dort umsetzte.
Die Schauspielerin war sich der geringen Bedeutung ihrer Rolle wohl bewusst, wie sie einige Jahrzehnte später gegenüber Roy Newquist bekannte:

„Ich spielte nicht die zweite Geige, nicht die dritte Geige, sondern eher die fünfte Geige nach Langdons Gags.“

## Kritiken
Die Kritiker waren recht angetan von dem Film und von Joan Crawford.
Sisk schrieb in Variety:

„Harry Langdons erste abendfüllende Komödie. Langdon macht eine eindrucksvolle Arbeit. […] Joan Crawford ist von Metro ausgeliehen, um eine reizende Leading Lady zu sein, die allerdings wenig zu tun hat.“